# Takuya Hashiguchi
Takuya Hashiguchi (født 27. september 1994) er en japansk fodboldspiller.